# Egesippo (epigrammista)
Egesippo (seconda metà IV secolo a.C. – III secolo a.C.) è stato un poeta greco antico di età ellenistica.

## Biografia
L'unico appiglio cronologico per situare Egesippo ci viene dato dal fatto che fu antologizzato da Meleagro (I secolo) nella sua Corona con la dicitura floreale di "vite menadica".
Tuttavia, questa metafora è così del tutto inapplicabile ai suoi epigrammi sopravvissuti che bisogna supporre che Meleagro si riferisca a un corpus di epigrammi ormai perduti, a meno che il nostro autore sia quell'Egesippo che operò nell'ambito della Commedia nuova, fiorito ad Atene all'incirca nel 300 a.C., sicché il riferimento meleagreo sarebbe più spiegabile se riferito all'attività di comico piuttosto che a quella epigrammatica .

## Epigrammi
Di Egesippo ci restano solo otto epigrammi inclusi nell'Antologia Palatina. Si tratta di 3 epigrammi dedicatori e 5 funerari, scritti in uno stile severo e misurato che lo avvicina alla scuola peloponnesiaca.